# Sven Nilsson (Biathlet)
Sven Nilsson ist ein ehemaliger schwedischer Biathlet.
Sven Nilsson aus Erikslund (Ånge kommun, Västernorrlands län) startete für Enig, Borgsjö und war einer der Teilnehmer der ersten je ausgetragenen Biathlon-Weltmeisterschaft im Jahr 1958 in Saalfelden. In der Addition der Einzelergebnisse wurde er gemeinsam mit Adolf Wiklund, Olle Gunneriusson und Sture Ohlin inoffizieller Weltmeister. Obwohl Nilsson auf Platz acht einkam, trug er das schwächste der vier schwedischen Ergebnisse bei – seine Mannschaftskameraden belegten die Plätze eins, zwei und vier. In den folgenden Jahren kamen nur noch die drei besten Läufer eines Landes in die Wertung. Mittlerweile werden die Ergebnisse in der offiziellen Staffelstatistik der Internationalen Biathlon-Union geführt.